# Trofeo Matteotti 1982
Il Trofeo Matteotti 1982, trentasettesima edizione della corsa, si svolse il 24 luglio 1982 su un percorso di 228 km. La vittoria fu appannaggio dell'italiano Moreno Argentin, che completò il percorso in 6h32'00", precedendo i connazionali Palmiro Masciarelli ed Ennio Salvador.

## Ordine d'arrivo (Top 10)
| Pos. | Corridore           | Squadra                          | Tempo    |
| ---- | ------------------- | -------------------------------- | -------- |
| 1    | Moreno Argentin     | Sammontana                       | 6h32'00" |
| 2    | Palmiro Masciarelli | Famcucine-Campagnolo             | s.t.     |
| 3    | Ennio Salvador      | Gis-Gelati                       | s.t.     |
| 4    | Roberto Ceruti      | Del Tongo-Colnago                | s.t.     |
| 5    | Silvano Contini     | Bianchi-Piaggio                  | a 0'04"  |
| 6    | Giuseppe Saronni    | Del Tongo-Colnago                | a 0'18"  |
| 7    | Pierino Gavazzi     | Atala-Campagnolo                 | s.t.     |
| 8    | Glauco Santoni      | Famcucine-Campagnolo             | s.t.     |
| 9    | Mauro Angelucci     | Alfa Lum                         | s.t.     |
| 10   | Franco Conti        | Selle San Marco-Wilier Triestina | s.t.     |